# Kunstverein Eisenstadt
Der Kunstverein Eisenstadt wurde im August 2018 von Vitus H. Weh und Peter Menasse gegründet und ist eine Plattform für Vermittlung von zeitgenössischer Kunst. Er zeichnet sich als experimentelle Bühne für zeitgenössische Kunst mit internationaler Ausrichtung aus.
Der Kunstverein Eisenstadt ist ein gemeinnütziger, auf Mitgliedschaft basierender Verein. Sein Zweck ist es, eine kunstinteressierte Sozietät zu formen und zeitgenössische bildende Kunst und Kultur zu fördern.
Gezeigt werden bis zu vier Ausstellungen im Jahr, ergänzt durch Lesungen, Konzerte, Vorträge, Filme und Feste im Innenhof.

## Lage
Der Verein hat seine Galerieräumlichkeiten im 1. Stock eines noch aus der Zeit Joseph Haydns stammenden Gebäudes in der Joseph-Haydn-Gasse 1 in Eisenstadt, der Hauptstadt des Burgenlandes. Das Haus war ursprünglich ein Kloster, heute ist es ein Raum der Begegnung.

## Liste der Ausstellungen (Auswahl)
- 2022: Twilight Zone.[4]
- 2022: The Somnambulists.[5]
- 2023: Feelings Are Facts. Angst.[6]
- 2023: Multiform Madness. Feelings Are Facts.[7]

## Vorstand und Kuratorium
- Präsident: Vitus H. Weh
- Vizepräsident: Peter Menasse
- Vorstandsmitglied: Gabriele Masuch
- Kuratoriumsvorsitzender: Stefan Ottrubay
- Geschäftsführerin: Katharina Hoffmann

## Kuratoriumsmitglieder
- Gerda Aigner-Silvestrini
- Andrea Duda
- Kurt Kladler
- Petra Menasse-Eibensteiner